# Stroud & District Football League
Stroud & District Football League är en engelsk fotbollsliga baserad runt Stroud, grundad 1902. Den har sju divisioner och toppdivisionen Division 1 ligger på nivå 14 i det engelska ligasystemet.
Ligan är en matarliga till Gloucestershire Northern Senior Football League.

## Mästare
| Säsong  | Mästare          |
| ------- | ---------------- |
| 2008/09 | Matson FC        |
| 2009/10 | Frampton United  |
| 2010/11 | Abbeymead Rovers |